# Pavlica (Ilirska Bistrica)
Pavlica (italsky: Paulizza) je část občiny Ilirska Bistrica ve Přímořsko-vnitrokraňském regionu ve Slovinsku. Je to sídlo typu vesnice.

## Geografie
Vesnice Pavlica se nachází v nadmořské výšce 623 m n. m. v historickém regionu Vnitřní Kraňsko.

## Obyvatelstvo
V roce 2002 žilo ve vsi Pavlica 17 obyvatel na ploše 74 ha.